# Hermolaus Ligęza
Hermolaus Ligęza herbu Półkozic (zm. 1632) – marszałek Trybunału Głównego Koronnego w 1620 roku, kasztelan zawichojski od 1620 roku, podskarbi wielki koronny od 1625 roku, starosta olsztyński w 1630 roku. 
Jako senator wziął udział w sejmach: 1621 i 1623 roku, jako minister uczestniczył w sejmach: 1625, 1626 (I), 1626 (II), 1627, 1628, 1629 (I), 1629 (II)  i 1631 roku.
Deputat z Senatu na Trybunał Skarbowy Koronny w 1627 roku.